# Chiesa dei Santi Costantino ed Elena (Mariupol')
La chiesa dei Santi Costantino ed Elena era una chiesa situata nella città di Mariupol' in Ucraina.

## Storia

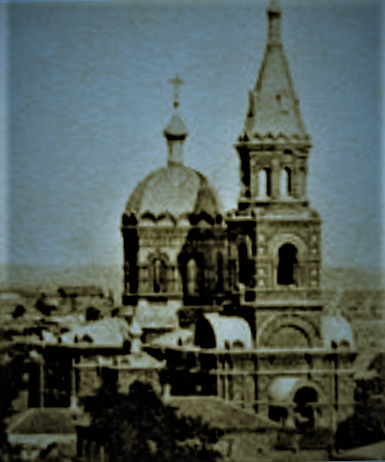
Chiesa dei Santi Costantino ed Elena (Mariupol')

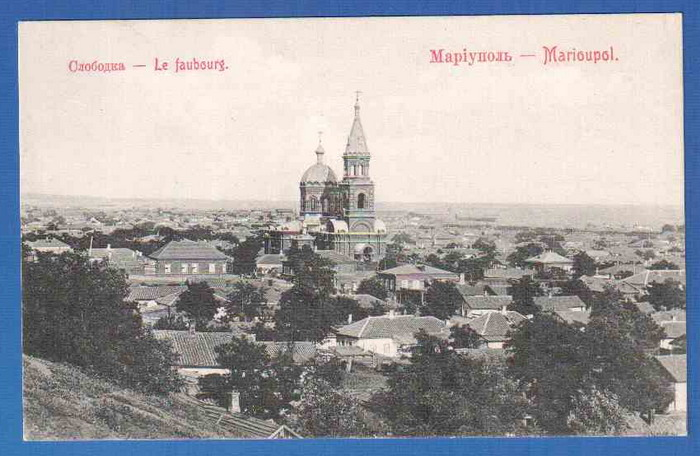
Chiesa dei Santi Costantino ed Elena (Mariupol')

La chiesa fu costruita tra il 1903 e il 1911 su progetto dell'architetto Victor Nielsen. Questa chiesa fu distrutta nel 1936. Durante la distruzione della chiesa nel 1936 fu trovata una tavola di fondazione. La tavola di legno coll'iscrizione della Fondazione - proveniente dalla chiesa distrutta - si trova oggi nel Museo delle tradizioni locali di Mariupol'

## Descrizione
L'architetto usava la pianta a croce greca per l'architettura della chiesa. Era una chiesa a croce inscritta con una cupola ed un campanile in stile neorusso. La chiesa aveva tre altari: L'altare maggiore era dedicato a Costantino e sua madre Elena. L'altare nella parte settentrionale era dedicato a Melania la giovane (russo: во имя Преподобной Мелании) . L'altare nella parte meridionale aveva un'icona della Madre di Dio proveniente dalla città di Ochtyrka (russo: иконы Ахтырской Божьей Матери),  una città di 48.794 abitanti dell'Ucraina nord-orientale.